# Hysudra betuloides
Hysudra betuloides är en fjärilsart som beskrevs av Butler 1881. Hysudra betuloides ingår i släktet Hysudra och familjen juvelvingar. Inga underarter finns listade i Catalogue of Life.